# 伊底帕斯王
《俄狄浦斯王》為古希臘悲劇作家索福克勒斯於西元前427年根據希臘神話中俄狄浦斯的故事所創作的一齣希臘悲劇，為希臘悲劇中的代表之作。《俄狄浦斯在柯隆納斯》為《俄狄浦斯王》的續集。

## 人物
- 伊底帕斯（Oedipus）：本劇主角，底比斯國王之子，被科林斯國王珀羅普斯領養。為逃避他將弒父娶母的可怕神諭而離國，卻又在無意之間殺死其父底比斯國王，被拥护成为底比斯国王，娶了其生母約卡絲台。
- 萊瑤斯（Laius）：底比斯國王，兒子出生後因神諭預言其將被長大後的兒子殺死，而狠心將兒子丟在野外等死，但最終仍是被長大後的兒子殺害。
- 柔卡絲塔（Jocasta）：萊瑤斯的王后，伊底帕斯親生母親，在不知情的情況下嫁给伊底帕斯。
- 珀羅普斯（Polybus）：科林斯國王，收養伊底帕斯，伊底帕斯以為是其親生父親。
- 克瑞翁（Creon）：柔卡絲塔的兄弟，後繼承伊底帕斯為底比斯國王。
- 安提戈涅（Antigone）：伊底帕斯與柔卡絲塔所生之女。
- 伊斯墨涅（Ismene）：伊底帕斯與柔卡絲塔所生之女。
- 埃忒俄克洛斯（Eteoclus）：伊底帕斯與柔卡絲塔所生之子。
- 波吕尼刻斯（Polyneices）：伊底帕斯與柔卡絲塔所生之子。

## 劇情簡介
底比斯國王萊瑤斯年輕時曾經劫走鄰國科林斯國王珀羅普斯的兒子克律西波斯，因此遭到詛咒。當他和王后柔卡絲塔的親生兒子伊底帕斯出生時，神諭表示他會被長大後的兒子殺死。為了逃避命運，萊瑤斯刺穿了新生兒的腳踝，並將他丟棄在野外等死，然而奉命執行的牧人心生憐憫，偷偷將嬰兒轉送給在科林斯王國工作的牧人，科林斯國的牧人再陰差陽錯將嬰兒送給珀羅普斯，國王把他當作親生兒子撫養長大。
有天，伊底帕斯去德尔斐神殿裡請求太陽神阿波羅神諭，得知自己將來會「弒父娶母」。為避免神諭成真，伊底帕斯便離開科林斯，並發誓永不再回去。伊底帕斯流浪到底比斯附近時，在三叉路上與一台馬車發生衝突，受到馬車上的人推擠和攻擊，便失手殺了全部的人，其中正包括他的生父萊瑤斯。
當時的底比斯城被人面獅身獸史芬克斯所困：史芬克斯會抓住每個路過的人，如果對方無法解答他出的謎題，便會將對方撕裂吞食。這個謎語是：「什麼動物早晨用四條腿走路，中午用兩條腿走路，晚上用三條腿走路？」，謎底是「人」。
底比斯城為了脫困，便宣布能解開謎題者，可獲得王位並娶国王的遺孀為妻。伊底帕斯解開了史芬克斯的謎題，解救了底比斯，於是繼承了王位，在不知情下娶了自己的生母為妻，生了兩男（厄忒俄克勒斯、波呂涅克斯）和兩女（安提戈涅、伊斯墨涅）。
後來，在伊底帕斯管治下的底比斯不斷遭受瘟疫與戰禍（參見七將攻忒拜）之苦，於是請託克瑞翁前往德爾斐神殿向阿波羅請示神諭，問道為何會降下災禍。最後在先知提瑞西阿斯的揭示下，伊底帕斯透過柔卡絲塔和前王萊瑤斯的牧人所提供的線索，如偵探般逐漸地追問，伊底帕斯才發現他真正的身分是萊瑤斯的兒子，最終也應驗了他殺父娶母的不幸命運。
隱約知曉真相的柔卡絲塔震驚不已又無法阻止伊底帕斯對身分的追查，柔卡絲塔走回宮殿的房間裡後便上吊自殺。伊底帕斯最後得知真相後，信使卻傳來柔卡絲塔自殺的消息，伊底帕斯前往其房間抱屍痛哭，拿起柔卡絲塔胸口上的胸針，刺瞎自己的雙眼，給予自己比死還要痛苦的懲罰。

## 評價
亞里士多德在其著作《詩學》中稱讚此劇為「古往今來悲劇的最高傑作」。

## 影響
佛洛伊德曾以這個故事命名他的著名理論：伊底帕斯情結（戀母情結）。